# Strabomantis cerastes
Strabomantis cerastes är en groddjursart som först beskrevs av Lynch 1975.  Strabomantis cerastes ingår i släktet Strabomantis och familjen Strabomantidae. IUCN kategoriserar arten globalt som livskraftig. Inga underarter finns listade i Catalogue of Life.